# Great Bromley
Great Bromley är en by och en civil parish i Tendring i Storbritannien. Den ligger i grevskapet Essex och riksdelen England, i den sydöstra delen av landet, 90 km nordost om huvudstaden London. Orten har 1 130 invånare (2001). Byn nämndes i Domedagsboken (Domesday Book) år 1086, och kallades då Brunhele(i)a.
Klimatet i området är tempererat. Årsmedeltemperaturen i trakten är 9 °C. Den varmaste månaden är juli, då medeltemperaturen är 18 °C, och den kallaste är januari, med 1 °C.